# Плезант-Гроув (Огайо)
Плезант-Гроув (англ. Pleasant Grove) — переписна місцевість (CDP) в США, в окрузі Маскінґам штату Огайо. Населення — 1726 осіб (2020).

## Географія
Плезант-Гроув розташований за координатами 39°57′7″ пн. ш. 81°57′26″ зх. д. / 39.95194° пн. ш. 81.95722° зх. д. (39.951990, -81.957313).  За даними Бюро перепису населення США в 2010 році переписна місцевість мала площу 8,34 км², з яких 8,32 км² — суходіл та 0,02 км² — водойми.

## Демографія
Згідно з переписом 2010 року, у переписній місцевості мешкали 1742 особи в 747 домогосподарствах у складі 458 родин. Густота населення становила 209 осіб/км².  Було 803 помешкання (96/км²).
Расовий склад населення:
| - 93,9 % — білих - 2,8 % — чорних або афроамериканців - 0,3 % — азіатів - 0,1 % — корінних американців |

До двох чи більше рас належало 2,8 %. Частка іспаномовних становила 0,6 % від усіх жителів.
За віковим діапазоном населення розподілялося таким чином: 20,1 % — особи молодші 18 років, 60,2 % — особи у віці 18—64 років, 19,7 % — особи у віці 65 років та старші. Медіана віку мешканця становила 45,1 року. На 100 осіб жіночої статі у переписній місцевості припадало 94,4 чоловіків;  на 100 жінок у віці від 18 років та старших — 92,0 чоловіків також старших 18 років.
Середній дохід на одне домашнє господарство  становив 46 928 доларів США (медіана — 37 475), а середній дохід на одну сім'ю — 50 974 долари (медіана — 46 771). За межею бідності перебувало 15,8 % осіб, у тому числі 17,8 % дітей у віці до 18 років та 11,3 % осіб у віці 65 років та старших.
Цивільне працевлаштоване населення становило 865 осіб. Основні галузі зайнятості: освіта, охорона здоров'я та соціальна допомога — 26,7 %, роздрібна торгівля — 12,6 %, виробництво — 10,2 %, фінанси, страхування та нерухомість — 9,8 %.